# Ljubov' Beljakova
Ljubov' Borisovna Beljakova (in russo Любовь Борисовна Белякова?; Kusa, 10 dicembre 1967) è un'ex biatleta russa.

## Biografia
In Coppa del Mondo ottenne il primo risultato di rilievo il 9 dicembre 1993 a Bad Gastein (57ª) e l'unico podio il 20 gennaio 1994 ad Anterselva (2ª).
In carriera prese parte a un'edizione dei Giochi olimpici invernali, Lillehammer 1994 (42ª nella sprint).

## Palmarès

### Coppa del Mondo
- 1 podio (individuale[1]):
  - 1 secondo posto